# Orient & Occident
Orient & Occident per a orquestra de corda fou composta per Arvo Pärt el 2000 per encàrrec del Berliner Festspiele. Es va estrenar el 30 de setembre de l'esmentat any 2000 a la Berliner Philharmonie per l'Orquestra de Cambra de Lituània dirigida per Saulius Sondeckis. Director i agrupació van ser dedicataris de l'obra.
Es tracta d’una peça curta, amb una durada d'aproximadament set minuts, escrita per a una orquestra de cordes. Tot i que és una composició exclusivament instrumental, es fonamenta en el text del Credo i es nodreix del llenguatge litúrgic de l'Església eslava. Aquesta obra representa un encreuament entre l'orient i l'occident: una melodia amb reminiscències orientals, propera a les sonoritats hindús, entra en contrast amb una sèrie d'acords occidentals que evolucionen gradualment fins a crear una convivència establerta, tot i mantenir un cert aire de tensió. En paraules de l'esposa del compositor, Nora Pärt, «petits segments musicals contrastats, monodia de tint oriental i densitat d'acords, convergeixen però produeixen un flux de música suaument fluent».